# Tangkore
Tangkore (auch: Tanekore) ist ein Ort im nördlichen Teil des pazifischen Archipels der Line Islands nahe dem Äquator im Staat Kiribati mit einer Landfläche von 0,36 km². 2020 wurden 582 Einwohner gezählt.

## Geographie
Tangkore liegt zusammen mit Matanibike an der Westspitze der Insel Teraina (früher auch Washington, New York oder Prospectus Island genannt). Vor der Küste befindet sich die Tangkore Anchorage, die einzige Schiffsanlegestelle der Insel. Haupterwerbszweige sind Kokosanbau und Fischerei. Im Osten liegen die Torfmoore East Bog und West Bog.

## Klima
Das Klima ist tropisch heiß, wird jedoch von ständig wehenden Winden gemäßigt. Ebenso wie die anderen Orte der südlichen Line Islands wird Tangkore gelegentlich von Zyklonen heimgesucht.